# Rainhold
Rainhold je první řadové album kapely Ferat, na albu jsou 3 skladby z dema Rychlá rota 1991. Skladba Dokonalej vrah je na demu pod názvem Stín těl.

## Seznam skladeb
1. Dokonalej vrah
2. Rainhold
3. Toluen
4. Ninja
5. Blázen
6. Krev v tvých očích
7. Útěk ze stínu
8. Strach
9. Zvíře v těle
10. ...ani jediná
11. Tvý druhý já
12. Warning You (speed version)